# Tournoi de tennis de Medellín
Le Claro Open est un tournoi international de tennis masculin du circuit professionnel Challenger. Il a lieu tous les ans au mois de juillet à Medellín, en Colombie. Depuis 1998, il se joue sur terre battue en extérieur.

## Palmarès messieurs

### Simple
| Année     | Vainqueur              | Finaliste            | Score           |
| --------- | ---------------------- | -------------------- | --------------- |
| 1998      | Adriano Ferreira       | Rogier Wassen        | 6-0, 6-4        |
| 1999-2005 | Non joué               | Non joué             | Non joué        |
| 2006      | Chris Guccione         | Santiago Giraldo     | 7-64, 7-64      |
| 2007      | Eduardo Schwank        | Chris Guccione       | 7-5, 5-7, 7-5   |
| 2008      | Leonardo Mayer         | Sergio Roitman       | 6-4, 7-5        |
| 2009      | Juan Ignacio Chela     | João Souza           | 6-4, 4-6, 6-4   |
| 2010      | Marcos Daniel          | Juan Sebastián Cabal | 6-3, 7-5        |
| 2011      | Víctor Estrella Burgos | Alejandro Falla      | 62-7, 6-4, 6-4  |
| 2012      | Paolo Lorenzi          | Leonardo Mayer       | 7-65, 64-7, 6-4 |
| 2013      | Alejandro González     | Guido Andreozzi      | 6-4, 6-4        |
| 2014      | Austin Krajicek        | João Souza           | 7-5, 6-3        |
| 2015      | Paolo Lorenzi          | Gonzalo Lama         | 7-63, 2-0 ab.   |
| 2016      | Facundo Bagnis         | Caio Zampieri        | 63-7, 7-5, 6-2  |
| 2017      | Nicolás Jarry          | João Souza           | 6-1, 3-6, 7-60  |

### Double
| Année     | Vainqueurs                            | Finalistes                              | Score              |
| --------- | ------------------------------------- | --------------------------------------- | ------------------ |
| 1998      | Adriano Ferreira Cristiano Testa      | Juan-Camilo Gamboa Mauricio Hadad       | 3-6, 6-1, 6-2      |
| 1999-2005 | Non joué                              | Non joué                                | Non joué           |
| 2006      | André Ghem Marcelo Melo               | Pablo Cuevas Horacio Zeballos           | Forfait            |
| 2007      | Pablo Cuevas Horacio Zeballos         | Santiago González Bruno Soares          | 6-4, 6-4           |
| 2008      | Juan Sebastián Cabal Alejandro Falla  | Juan-Pablo Amado Víctor Estrella Burgos | 3-4 ab.            |
| 2009      | Sebastián Decoud Eduardo Schwank      | Diego Junqueira David Marrero           | 6-0, 6-2           |
| 2010      | Juan Sebastián Cabal Robert Farah     | Franco Ferreiro André Sá                | 6-3, 7-5           |
| 2011      | Paul Capdeville Nicolás Massú         | Alessio Di Mauro Matteo Viola           | 6-2, 4-6, [10-8]   |
| 2012      | Nicholas Monroe Simon Stadler         | Renzo Olivo Marco Trungelliti           | 6-4, 6-4           |
| 2013      | Roman Borvanov Emilio Gómez           | Nicolás Barrientos Eduardo Struvay      | 6-3, 7-64          |
| 2014      | Austin Krajicek César Ramírez         | Roberto Maytín Andrés Molteni           | 6-3, 7-5           |
| 2015      | Nicolás Barrientos Eduardo Struvay    | Alejandro Gómez Felipe Mantilla         | 7-66, 64-7, [10-4] |
| 2016      | Alejandro Falla Eduardo Struvay       | André Ghem Juan Lizariturry             | 6-3, 6-2           |
| 2017      | Darian King Miguel Ángel Reyes-Varela | Nicolás Jarry Roberto Quiroz            | 6-4, 6-4           |